# إلياس الياسي

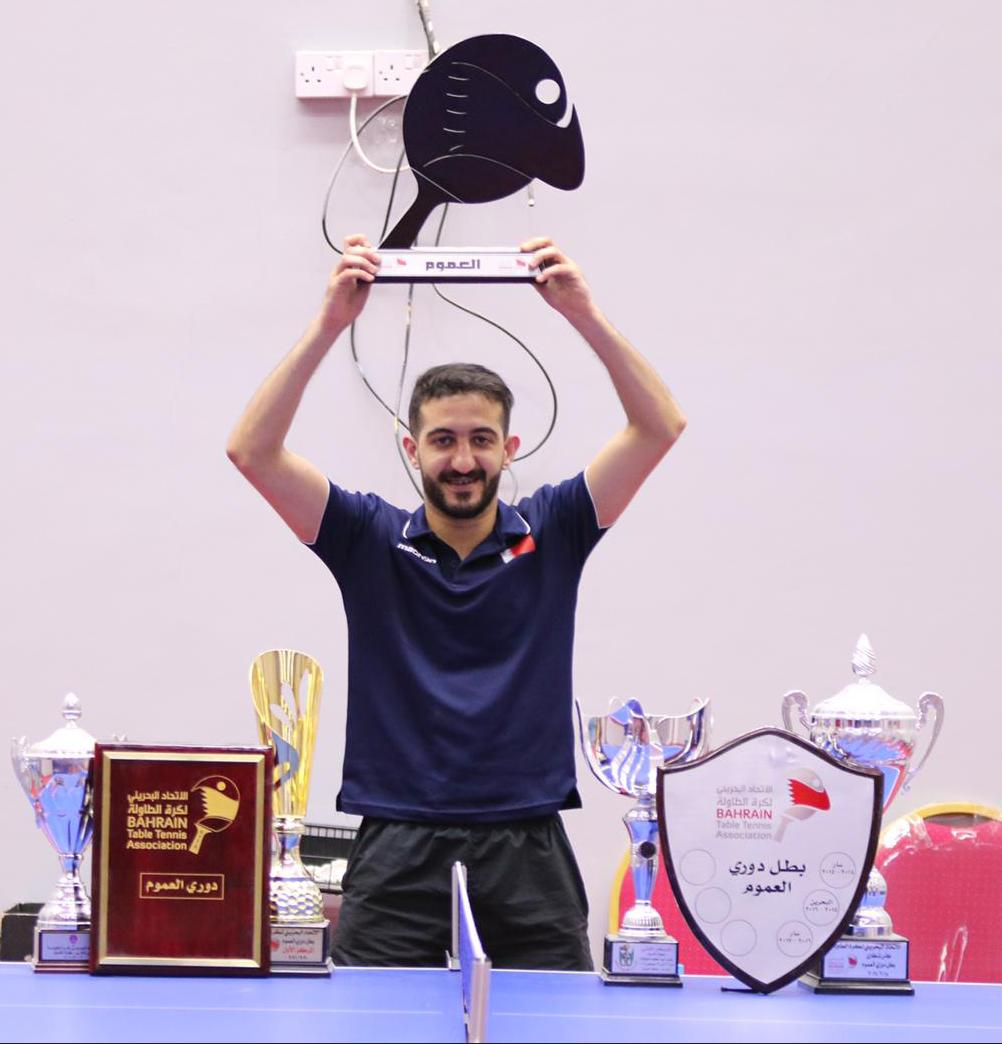
بطولة غرب آسيا رجال 2018

إلياس احمد الياسي من مواليد ( 6 سبتمبر1996 ) لاعب منتخب البحرين في تنس الطاولة  بدأ لعبة  تنس الطاولة  عام 2002 في نادي البحرين وبدأ اللعبة  في عمر 6 سنوات حتى الأن  كانت شقيقته تلعب بنادي البحرين وكان والده يأخذه معها دائما حيث كان يجلس فقط  للمشاهده ومن بعدها انضم الي نادي البحرين بصفة لاعب حتى عام 2018، ثم انتقل إلى نادي سار أحد اندية البحرين.

### المشاركات
- المركز الثاني في بطولة الأندية الخليجية للرجال 2014
- المركز الثالث في بطولة الأندية الخليجية للرجال 2016
- المركز الثاني في بطولة الأندية العربية للرجال 2016
- المركز الثالث في بطولة آسيا تحت 15 سنة
- المركز الثالث في البطولة العربية للزوجي تحت 15 سنة 2011
- المركز الثاني في بطولة غرب آسيا للمنتخبات تحت 18 سنة 2012
- المركز الثالث في البطولة العربية للمنتخبات تحت 18 سنة 2012
- المركز الثاني في البطولة العربية تحت 21 سنة 2016
- المركز الثالث في بطولة غرب آسيا للرجال 2018

### الجوائز
| البطولة                     | التاريخ                                  |
| --------------------------- | ---------------------------------------- |
| ذهبية البحرين               | للبراعم الفردي والزوجي والفرق 2007/ 2008 |
| ذهبية البحرين               | 15 سنة لمنتخبات 2009                     |
| ذهبية البحرين               | 15 سنة الزوجي والفردي والفرق 2010/2011   |
| ذهبية البحرين               | 18 سنة للفردي والزوجي والفرق 2013        |
| ذهبية البحرين               | الفردي للرجال 2016 /2017                 |
| ذهبية الخليج                | 18 سنة 2013                              |
| ذهبية بطولة البحرين الدولية | 18 سنة 2014                              |
| ذهبية بطولة غرب آسيا        | 18 سنة 2014                              |
| ذهبية بطولة أبطال العرب     | 21 سنة فردي وزوجي 2015                   |
| ذهبية بطولة غرب آسيا        | زوجي الرجال 2018                         |

## [1]وصلات خارجية
https://www.bna.bh/.aspx?cms=iQRpheuphYtJ6pyXUGiNqlcmIoweR491bySUdTCxHyo%3D
https://www.alayam.com/online/sport/750946/News.html